# Marko Jarić
Marko Jarić (in serbo Марко Јарић?; Belgrado, 12 ottobre 1978) è un ex cestista serbo con cittadinanza greca.
Figlio dell'ex cestista Srećko Jarić, possiede la cittadinanza greca sotto il nome di Latsīs. Alto 201 cm, ha giocato come playmaker e guardia tiratrice.

## Carriera

### Inizi: Peristeri (1996-1998)
Inizia la sua carriera professionistica nel 1996 al Peristeri, in Grecia. Dopo due anni di carriera e a neanche vent'anni Marko inizia a impressionare grandi squadre soprattutto per la sua completezza (può giocare tranquillamente guardia e ala) e per il suo fisico non indifferente per un esterno.

### Italia (1998-2002)

#### Fortitudo Bologna (1998-2000)
Nell'estate 1998 è la Fortitudo Bologna a dargli una grande opportunità portandolo finalmente in un grande campionato come quello italiano.

#### Virtus Bologna (2000-2002)
Dopo due stagioni in cui conquista uno storico campionato, Marko si trasferisce dai cugini della Virtus Bologna nel 2000, e qui vedrà l'apice della sua carriera in Italia. La Virtus, appena orfana di due condottieri come Sasha Danilović per ritiro e Hugo Sconochini per squalifica per doping, decide di puntare sui giovani e a Bologna arrivano i futuri campioni come Matjaž Smodiš e soprattutto Manu Ginóbili. Dopo un avvio difficile, i ragazzi guidati da Ettore Messina raggiungono il Grande Slam vincendo in un solo anno Scudetto, Coppa Italia e Eurolega. L'anno seguente Marko vincerà ancora una Coppa Italia, prima di lasciare l'Italia nel 2002 per provare l'esperienza NBA in cui già molti giocatori europei avevano avuto successo.

### NBA (2002-2009)

#### Draft NBA 2000
Viene chiamato come trentesima scelta dai Los Angeles Clippers al Draft NBA 2000, anche se i Clippers lo lasciarono per altri 2 anni in Europa.

#### Los Angeles Clippers (2002-2005)
Venne richiamato dai Clippers nel 2002. e vi rimase fino al 2005, anno in cui venne ceduto. Nel frattempo venne convocato all'All-Star Weekend 2004 per disputare la partita dei sophomore contro i rookie (NBA Rising Stars Challenge).

#### Minnesota Timberwolves (2005-2008)
Nell'estate del 2005 venne ceduto via trade insieme a Lionel Chalmers ai Minnesota Timberwolves in cambio di Sam Cassell e una futura prima scelta al draft in estate. Nel frattempo era stato convocato all'All-Star Weekend 2004 per la partita dei sophomore contro i rookie.

#### Memphis Grizzlies (2008-2009)
La sera del Draft NBA 2008 passò tramite un maxi-scambio dai Minnesota Timberwolves ai Memphis Grizzlies. A Memphis Jarić giocò solamente 53 partite, senza mai partire titolare (unica stagione in carriera a non essere mai partito titolare) e tenendo di media solo 2,6 punti in 11,4 minuti. Nella stagione successiva rimase nel roster dei Grizzlies, senza venir mai impiegato, tanto che il 21 dicembre 2009, nonostante lui avesse un contratto fino al 2011, venne svincolato tramite buyout dalla franchigia del Tennessee.

### Ritorno in Europa (2009-2012)

#### Real Madrid (2009-2011)
Il 22 dicembre 2009 firmò un contratto di 6 mesi con il Real Madrid.

#### Ritorno in Italia: Siena (2011-2012)
Nel gennaio 2011, dopo un anno in Spagna torna nuovamente in Italia a distanza di quasi dieci anni dall'ultima esperienza "virtussina", accasandosi alla Montepaschi Siena. Qui vince subito un'altra Coppa Italia, fallisce l'obiettivo principale dell'Eurolega, fermandosi alle semifinali di Final Four di Barcellona al Palau Sant Jordi contro il Panathinaikos (poi campione), ma vincendo il 19 giugno 2011 il suo terzo tricolore.

### Il tentato ritorno in NBA e il ritiro (2012-2013)
Il 13 ottobre 2012 firmò con i Chicago Bulls, tentando così di tornare a giocare in NBA. Tuttavia venne tagliato dai tori il 25 ottobre 2012, poco prima dell'inizio della stagione.
Il 1º ottobre 2013 firmò con i Brooklyn Nets. Come accaduto l'anno passato venne tagliato anche questa volta il 15 ottobre non riuscendo così a tornare in NBA. Dopo essere stato tagliato dai Nets Jarić annunciò il ritiro.

## Statistiche

### NBA

#### Regular season
| Anno     | Squadra            | PG  | PT  | MP   | TC%  | 3P%  | TL%  | RP  | AP  | PRP | SP  | PP  |
| -------- | ------------------ | --- | --- | ---- | ---- | ---- | ---- | --- | --- | --- | --- | --- |
| 2002-03  | L.A. Clippers      | 66  | 12  | 20,9 | 40,1 | 31,9 | 75,2 | 2,4 | 2,9 | 1,5 | 0,2 | 7,4 |
| 2003-04  | L.A. Clippers      | 58  | 50  | 30,4 | 38,8 | 34,0 | 73,3 | 3,0 | 4,8 | 1,6 | 0,3 | 8,5 |
| 2004-05  | L.A. Clippers      | 50  | 41  | 33,1 | 41,4 | 37,1 | 72,0 | 3,2 | 6,1 | 1,7 | 0,3 | 9,9 |
| 2005-06  | Minnesota T'wolves | 75  | 49  | 28,0 | 39,9 | 30,1 | 68,8 | 3,1 | 3,9 | 1,4 | 0,3 | 7,8 |
| 2006-07  | Minnesota T'wolves | 70  | 13  | 22,2 | 41,8 | 37,6 | 76,1 | 2,6 | 2,1 | 1,1 | 0,2 | 5,3 |
| 2007-08  | Minnesota T'wolves | 75  | 56  | 29,2 | 43,0 | 36,2 | 74,2 | 3,0 | 4,1 | 1,3 | 0,4 | 8,3 |
| 2008-09  | Memphis Grizzlies  | 53  | 0   | 11,4 | 33,1 | 39,3 | 70,7 | 1,2 | 1,4 | 0,5 | 0,2 | 2,6 |
| Carriera | Carriera           | 447 | 221 | 25,2 | 40,4 | 34,4 | 73,0 | 2,7 | 3,6 | 1,3 | 0,3 | 7,1 |

#### Massimi in carriera
- Massimo di punti: 25 (2 volte)[8]
- Massimo di rimbalzi: 10 vs Indiana Pacers (20 gennaio 2006)
- Massimo di assist: 12 (3 volte)
- Massimo di palle rubate: 6 (2 volte)
- Massimo di stoppate: 3 (3 volte)
- Massimo di tiri da tre: 5 vs Denver Nuggets (21 dicembre 2002)
- Massimo di tiri liberi: 8 (2 volte)

### Nazionale
Con la nazionale serba ha vinto l'oro ai Mondiali 2002, agli Europei 2001 e agli Europei Under 22 nel 1998. Nel 2007 è stato convocato per gli Europei in Spagna con la maglia della nazionale della Serbia.

## Vita privata
Jarić ha avuto delle celebri relazioni amorose con Elisabetta Canalis, Nina Morić e con Adriana Lima, con cui si è sposato il 14 febbraio 2009 e dalla quale ha avuto due figlie: Valentina Lima Jarić (nata il 15 novembre 2009) e Sienna Lima Jarić (nata il 12 settembre 2012). Il 2 maggio 2014, Adriana annuncia la separazione dal marito con un comunicato.

## Curiosità
Nel febbraio 2014 nasce un verbo inglese ispirato alle conquiste dell'ex campione di basket "to jaric", che assume il significato di "stare con una donna più bella di te".

## Palmarès

### Squadra
- Campionato italiano: 3

Fortitudo Bologna: 1999-2000
Virtus Bologna: 2000-01
Mens Sana Siena: 2010-11
- Coppa Italia: 3

Virtus Bologna: 2001, 2002
Mens Sana Siena: 2011
- Supercoppa italiana: 1

Fortitudo Bologna: 1998
- Eurolega: 1

Virtus Bologna: 2000-01

### Individuale
- All-Euroleague First Team: 1

Virtus Bologna: 2001-02